# Victor Hitzel
Victor Hitzel, né Louis Hitzel le 12 novembre 1883 à Levallois-Perret et mort pour la France le 13 janvier 1915 à Bucy-le-Long, est un footballeur français évoluant au poste d'ailier droit.

## Carrière
Victor Hitzel évolue au JA Levallois lorsqu'il connaît sa première et unique sélection en équipe de France de football. Il affronte sous le maillot bleu lors d'un match amical l'équipe d'Angleterre de football amateur le 22 mai 1909. Les Anglais s'imposent largement sur le score de onze buts à zéro.
Typographe de profession, ce soldat de deuxième classe du 352e régiment d'infanterie a été tué au combat le 13 janvier 1915 lors de la Première Guerre mondiale.
À titre posthume, on lui décernera en 1922 la Croix de guerre et l’Étoile d’argent avec la mention «Brave soldat tué glorieusement en se portant à l’assaut des tranchées ennemies».